# Plattling
Plattling város Németországban, azon belül Bajorországban. Lakosainak száma 14 227 fő (2024). Plattling Deggendorf, Otzing, Stephansposching, Aholming és Moos községekkel határos.

## Népesség
A település népessége az elmúlt években az alábbi módon változott:
| Lakosok száma | 1938 | 8290 | 9430 | 12 280 | 12 544 | 12 799 | 12 960 | 13 043 | 13 121 | 14 227 |
|               | 1875 | 1950 | 1975 | 2011   | 2013   | 2014   | 2016   | 2019   | 2022   | 2024   |

## Fekvése
Deggendorftól délnyugatra fekvő település.

## Története
A germán ősmonda a település nevét "Pledelingen" néven említette. A hagyományok azt tartják, hogy a hunok vezérével Attilával tartandó esküvőjére utazva Kriemhild királykisasszony megpihent itt... A várost 898-ban említette először oklevél.

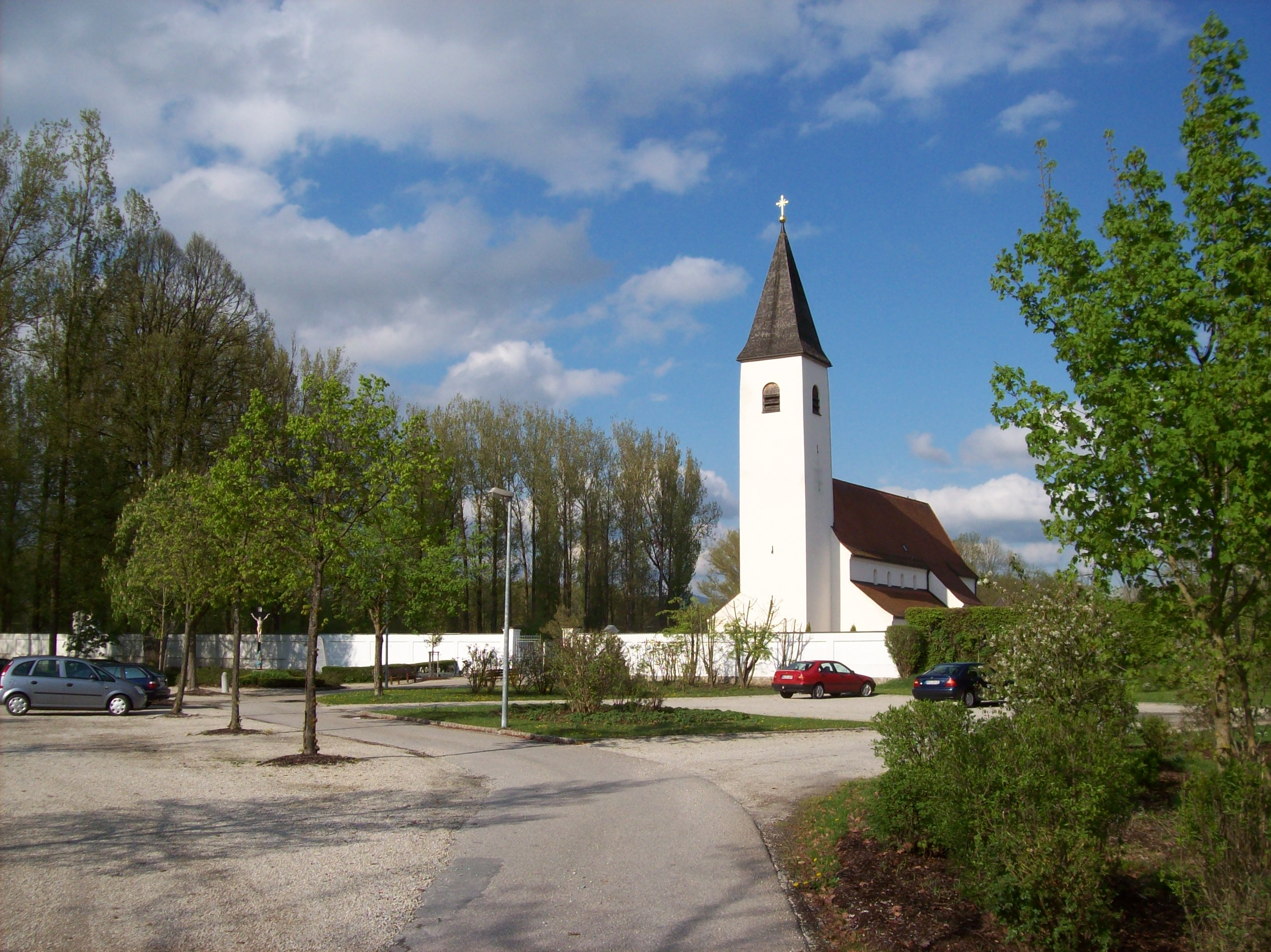
Pfarrkirche St. Jakob

A települést többször is elpusztította az árvíz, majd 1633-ban a tűz is. A történelmi időkből csak az Isar parti plébániatemplom (Pfarrkirche St. Jakob): a 11. századi alapokra a ,13. században átépített román stílusú bazilika maradt fenn.

## Közlekedés

### Közúti közlekedés
A várost érinti az A92-es autópálya.

## Galéria

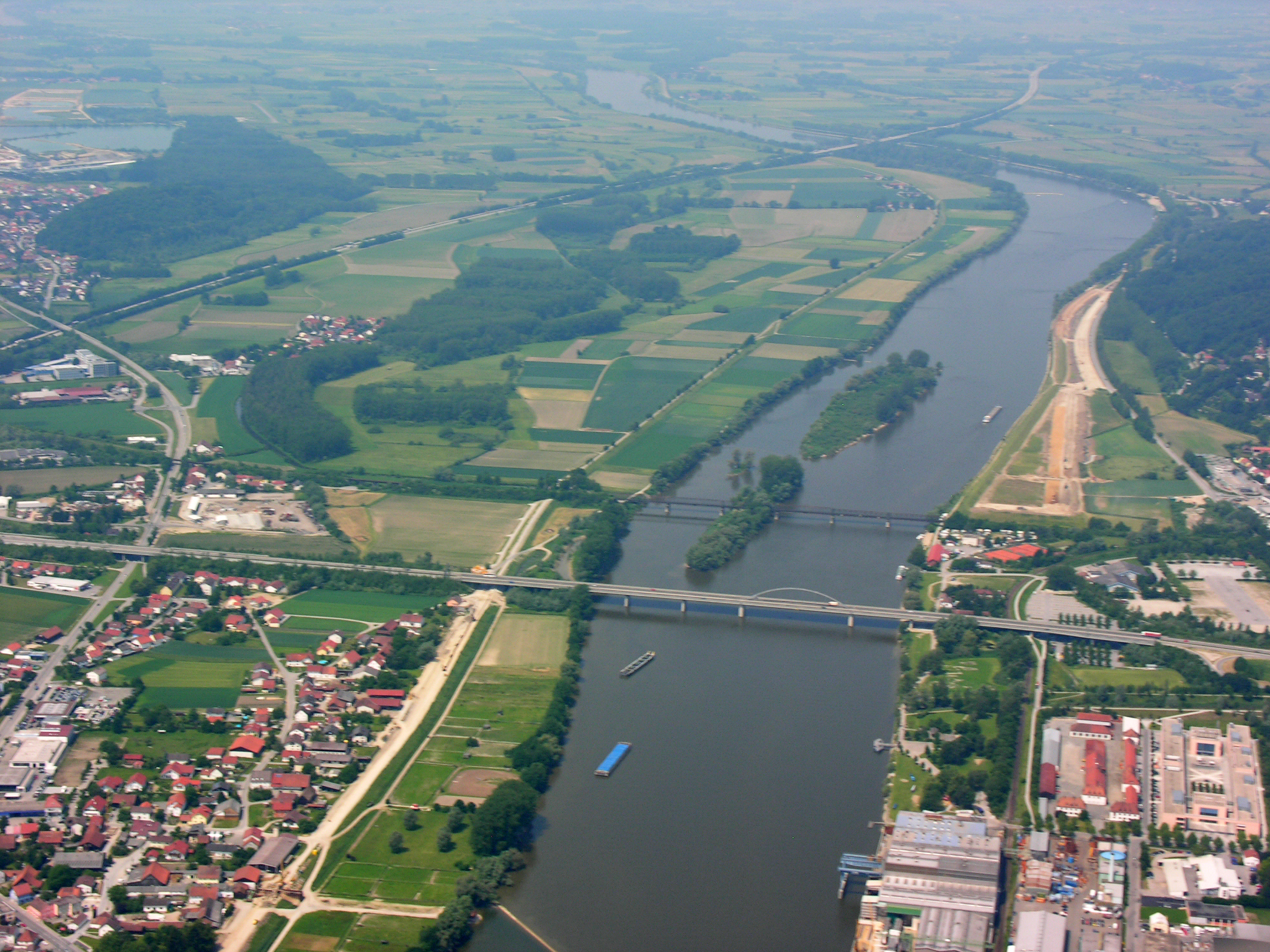
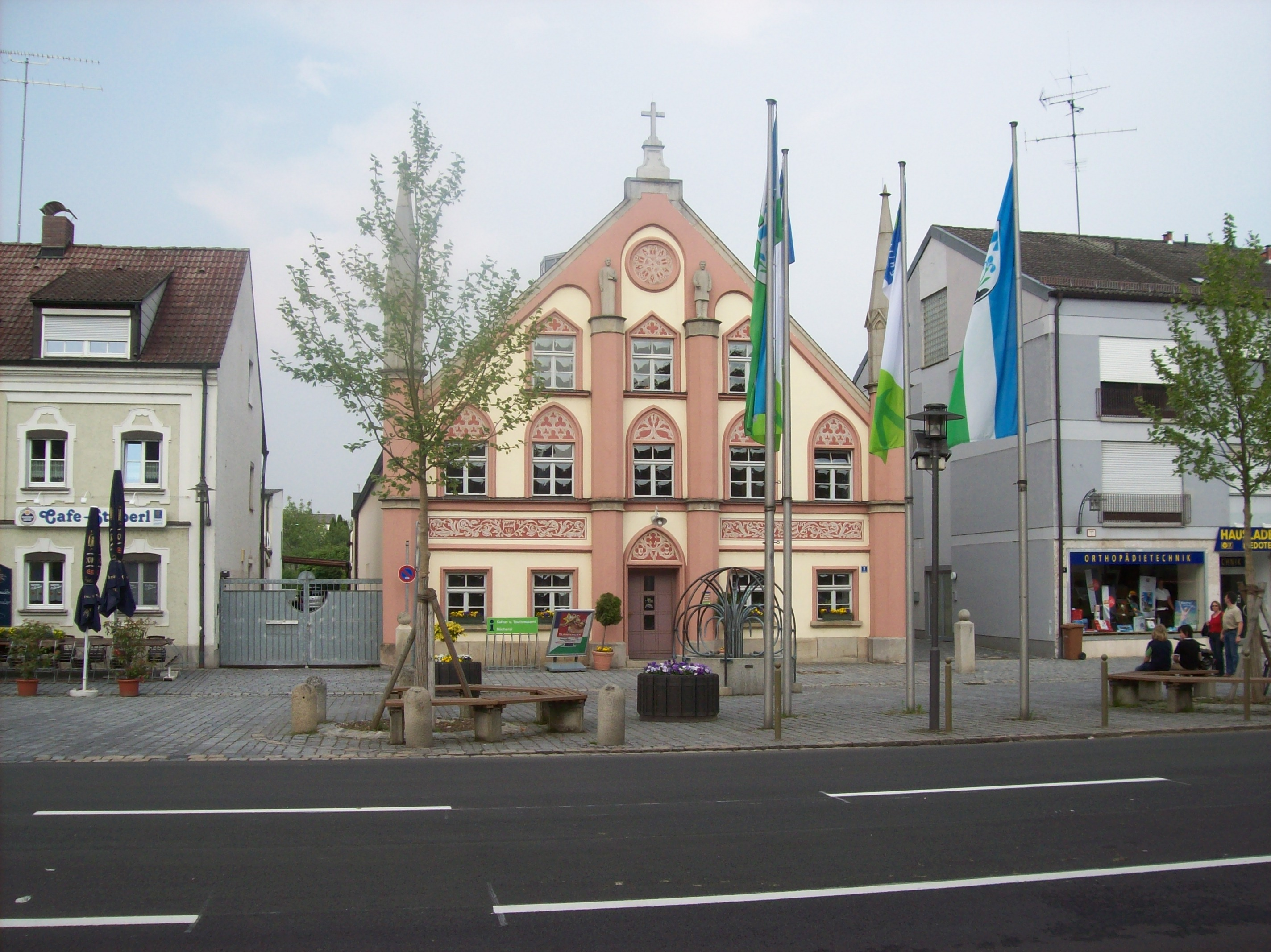
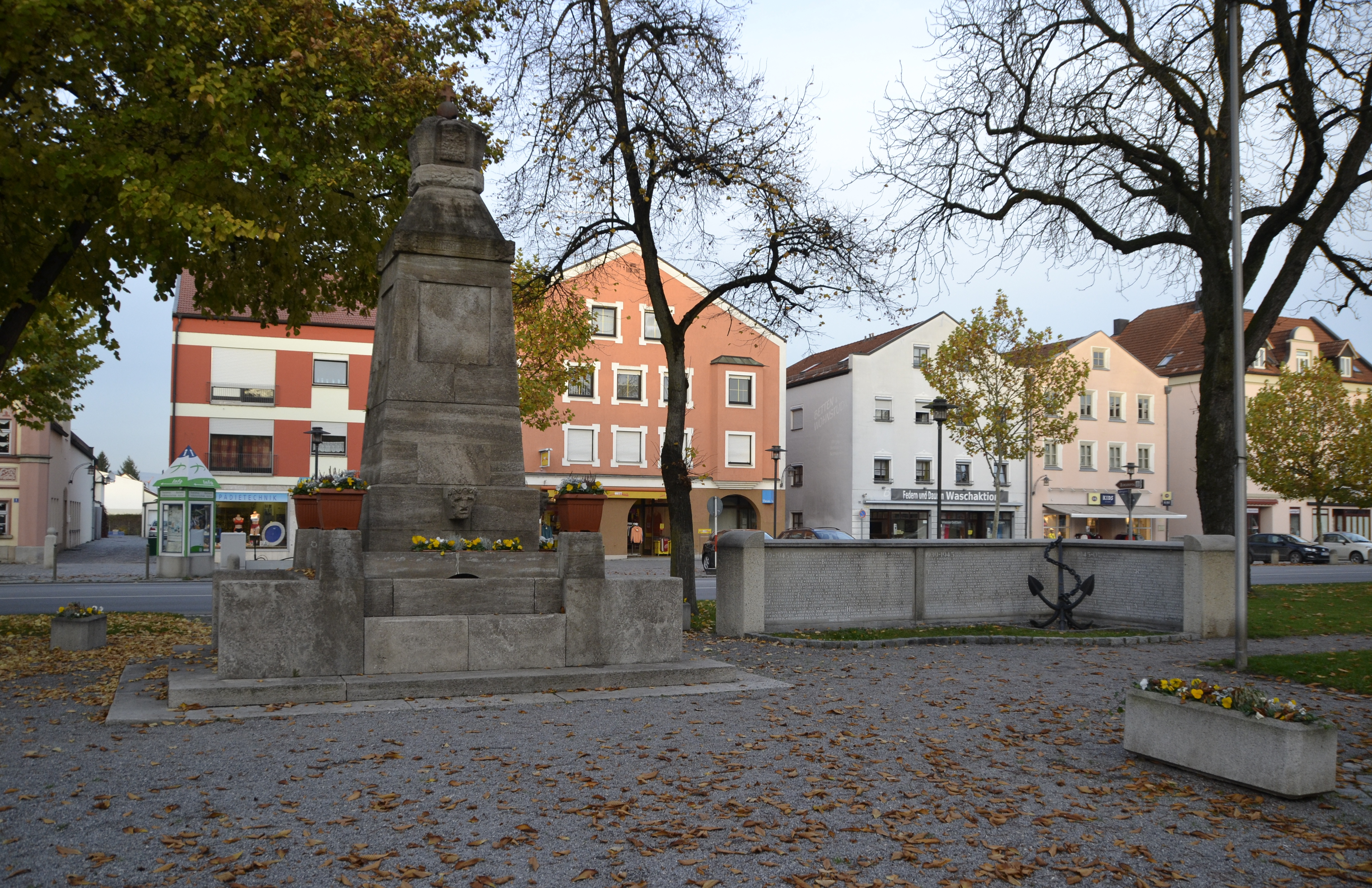
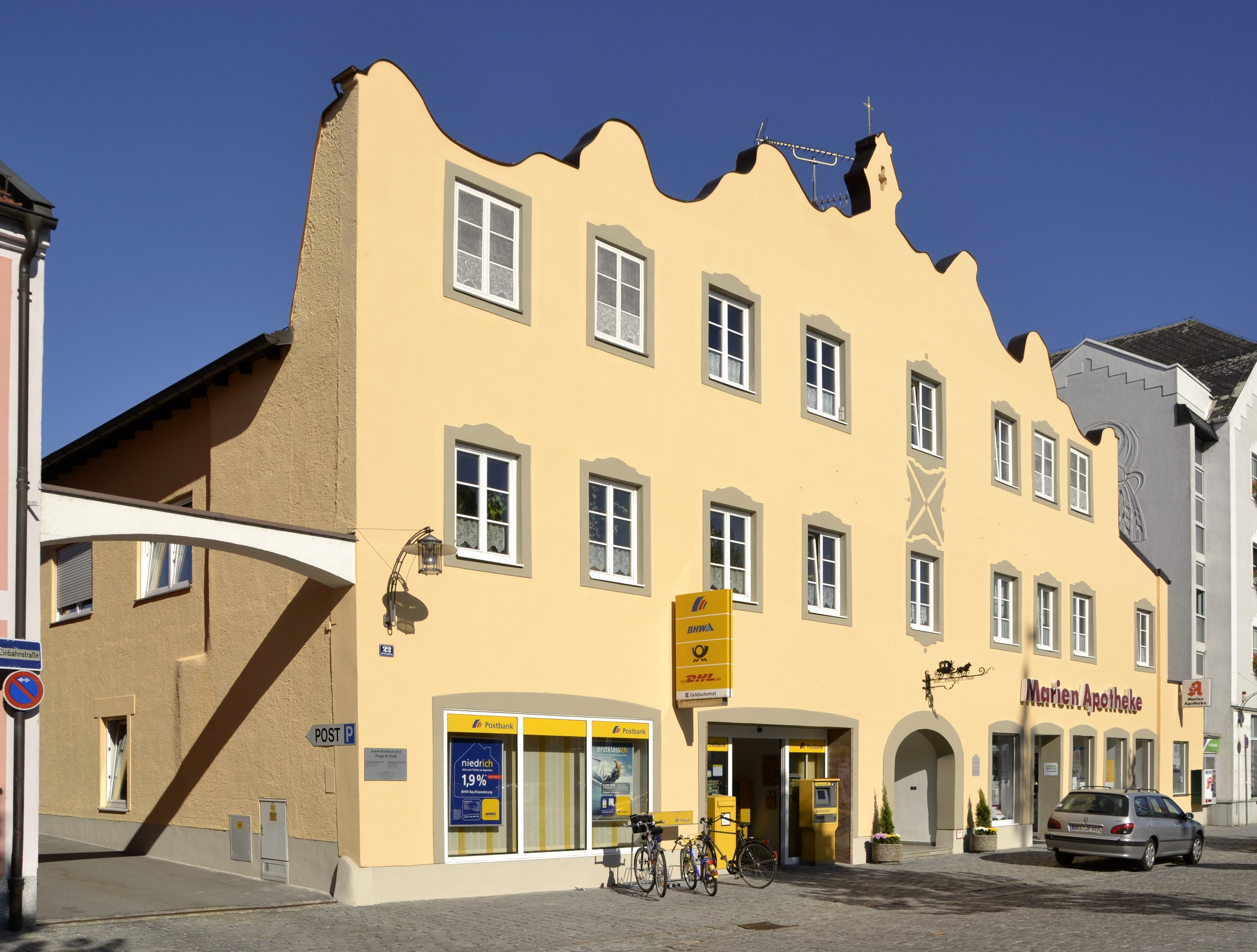
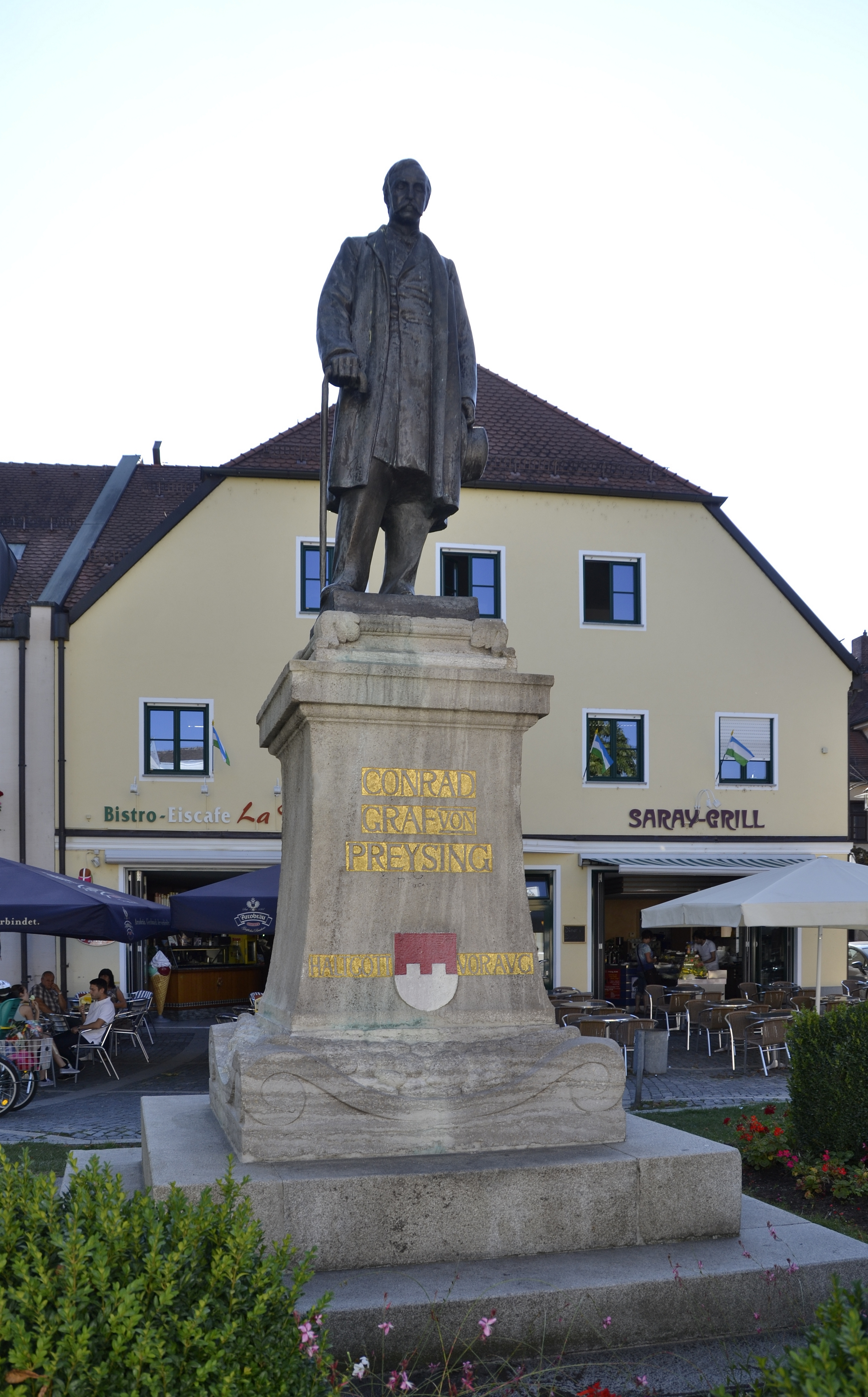
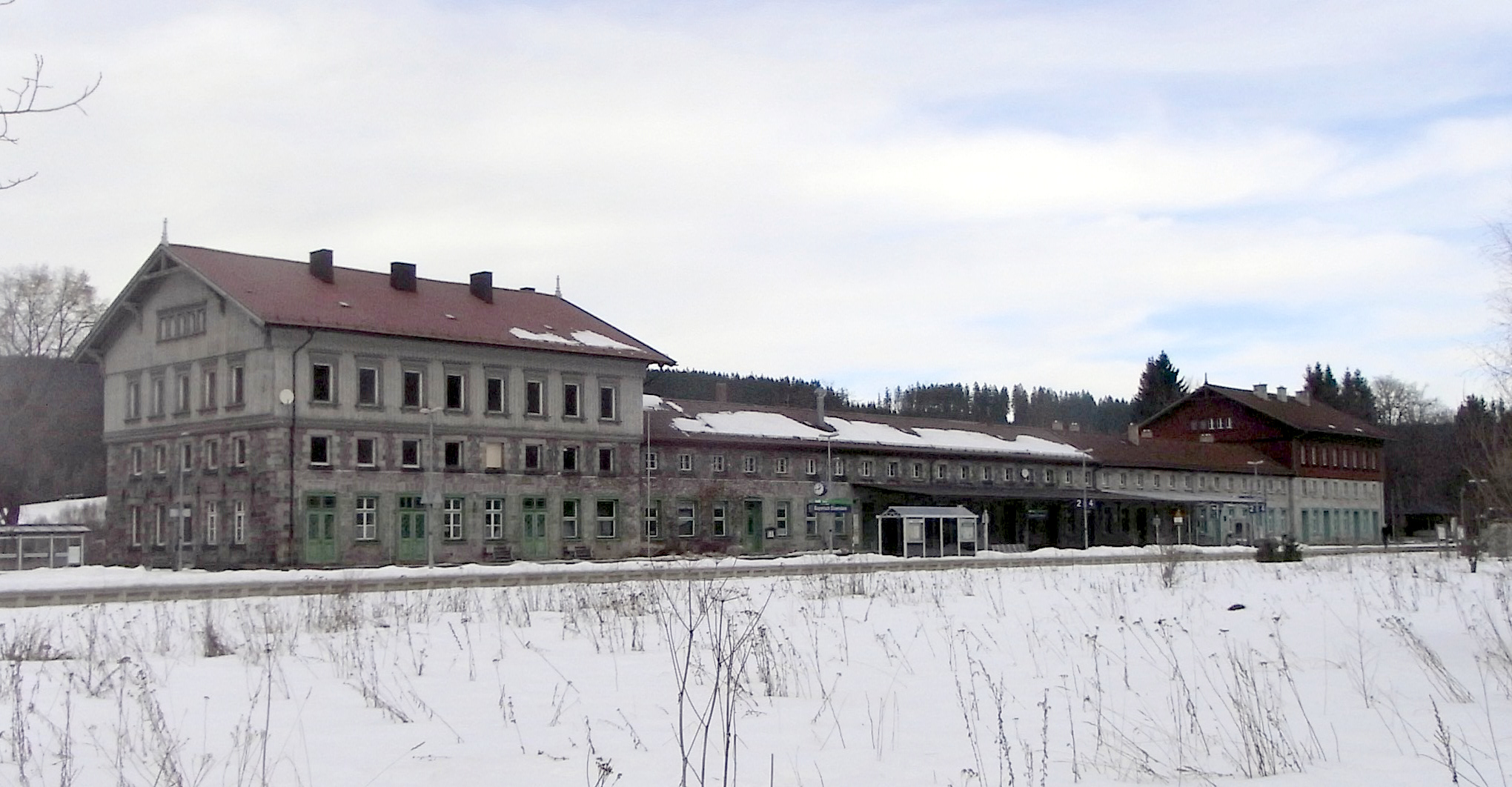
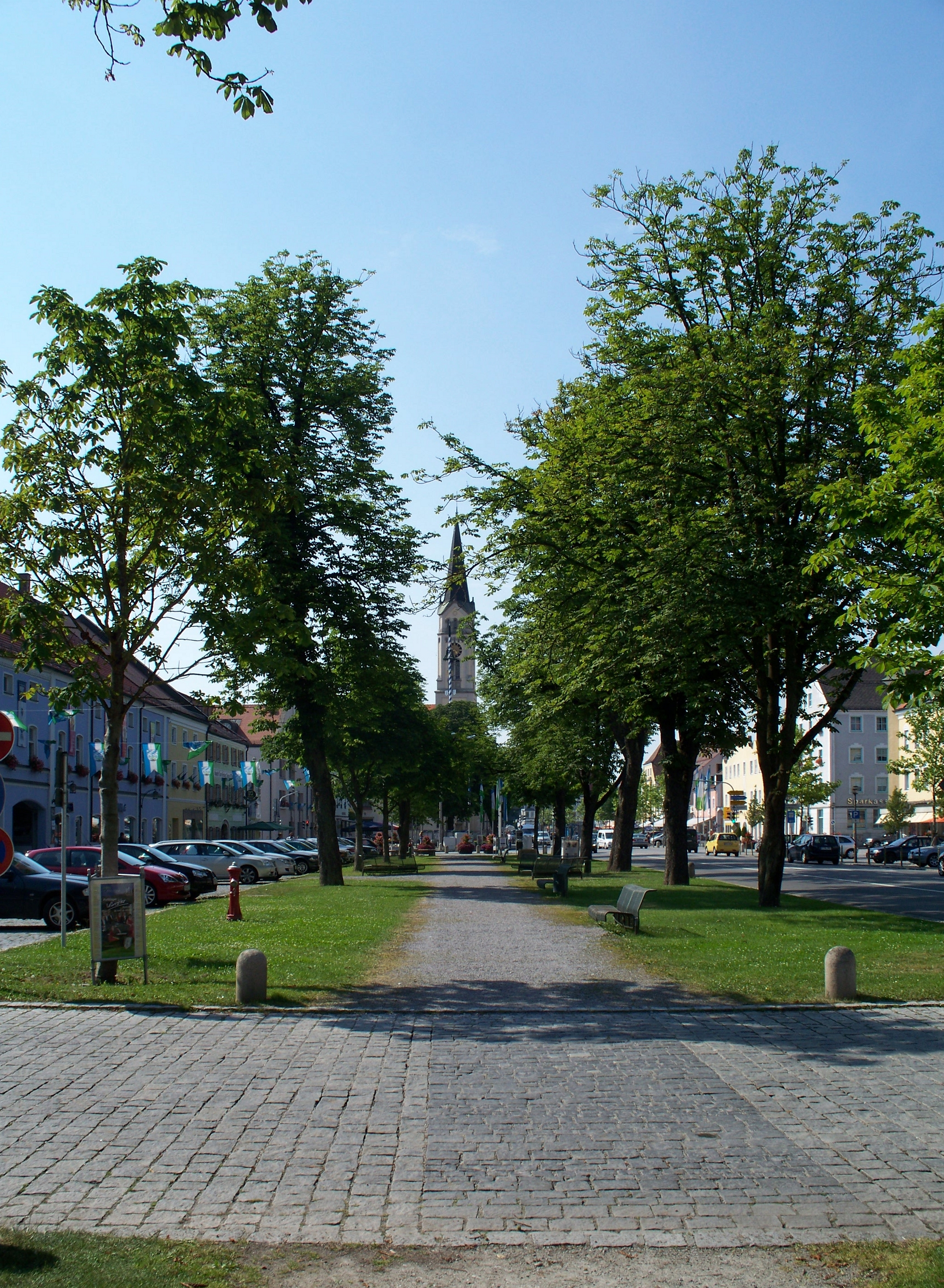
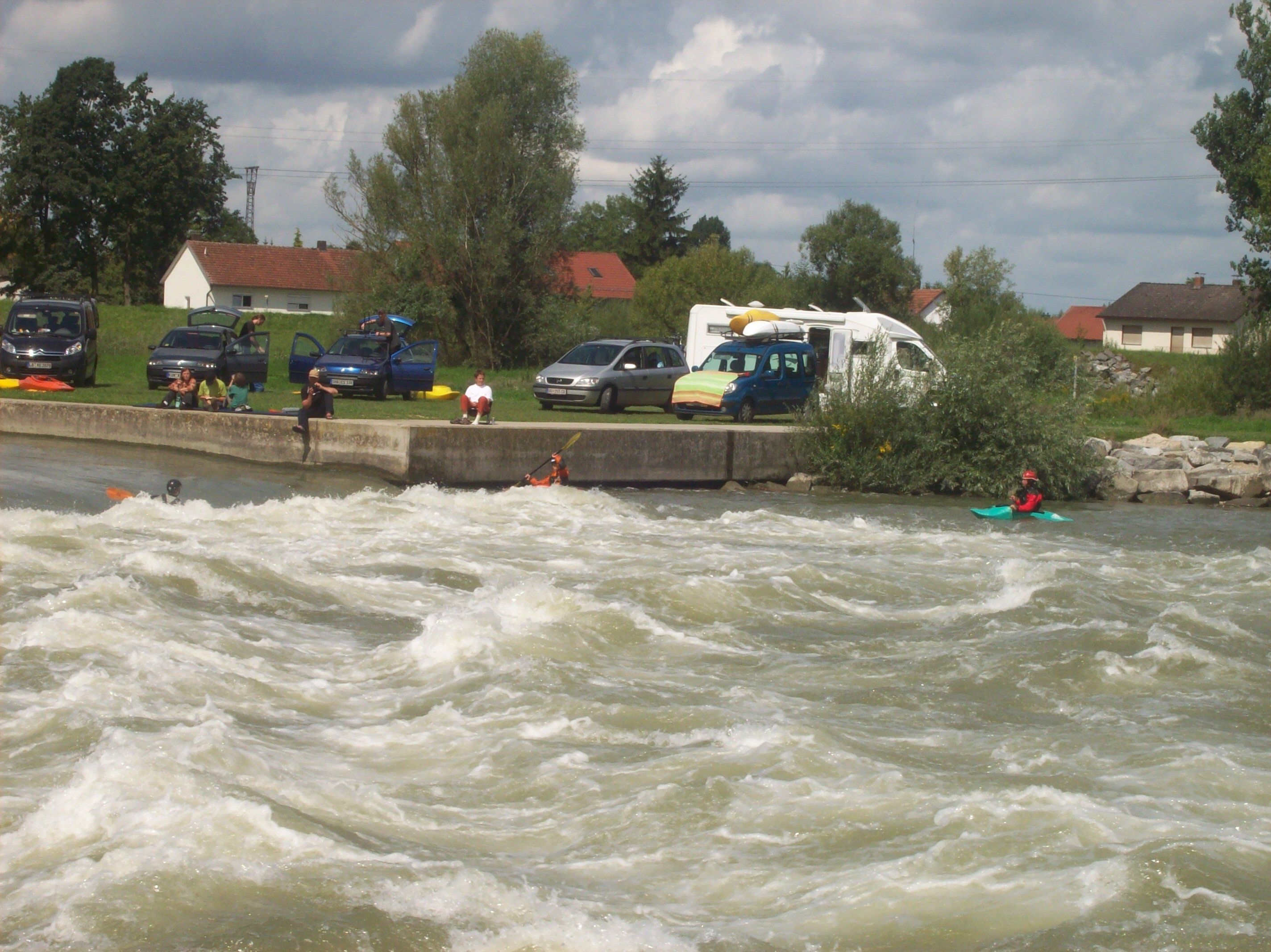
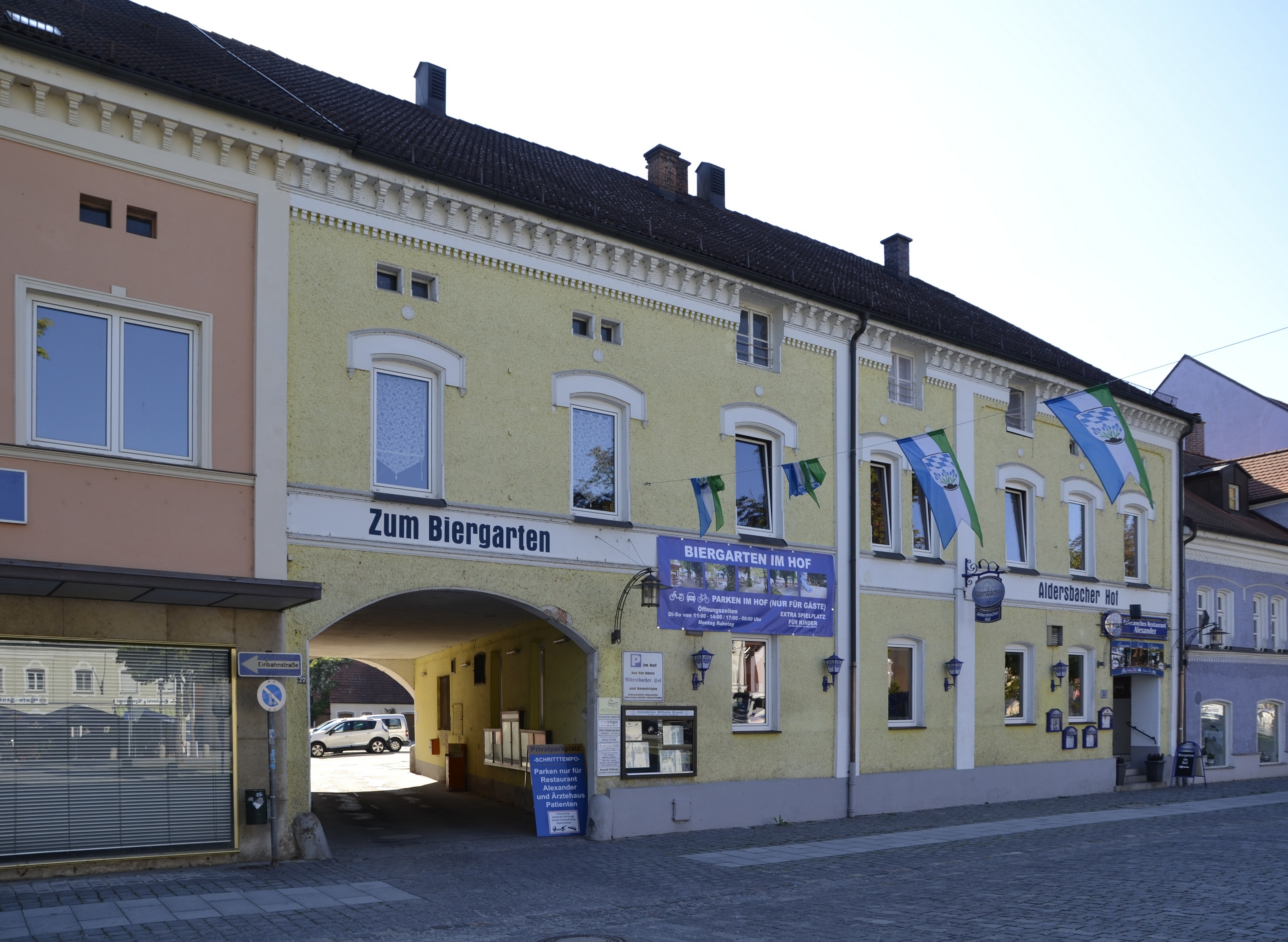
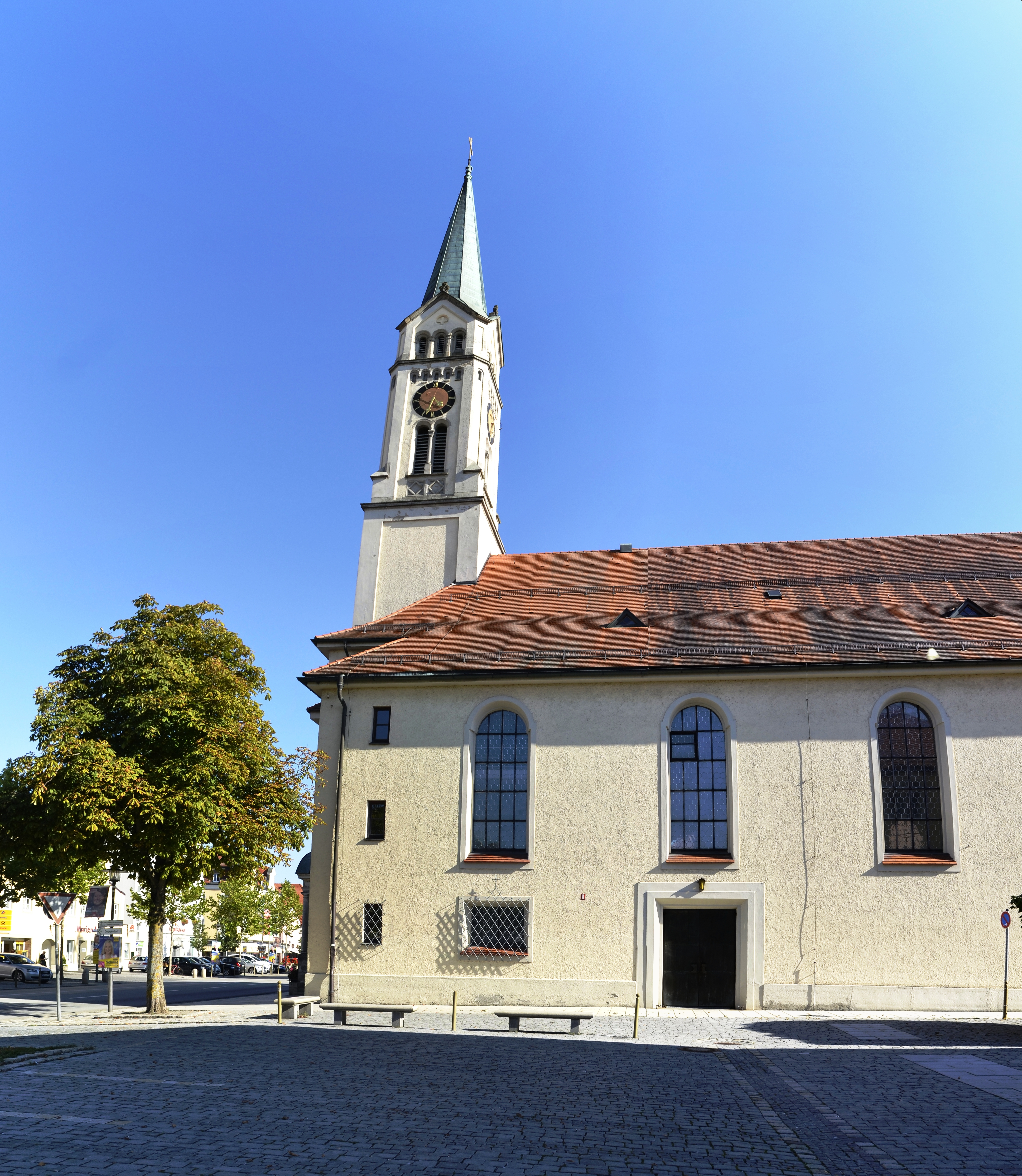
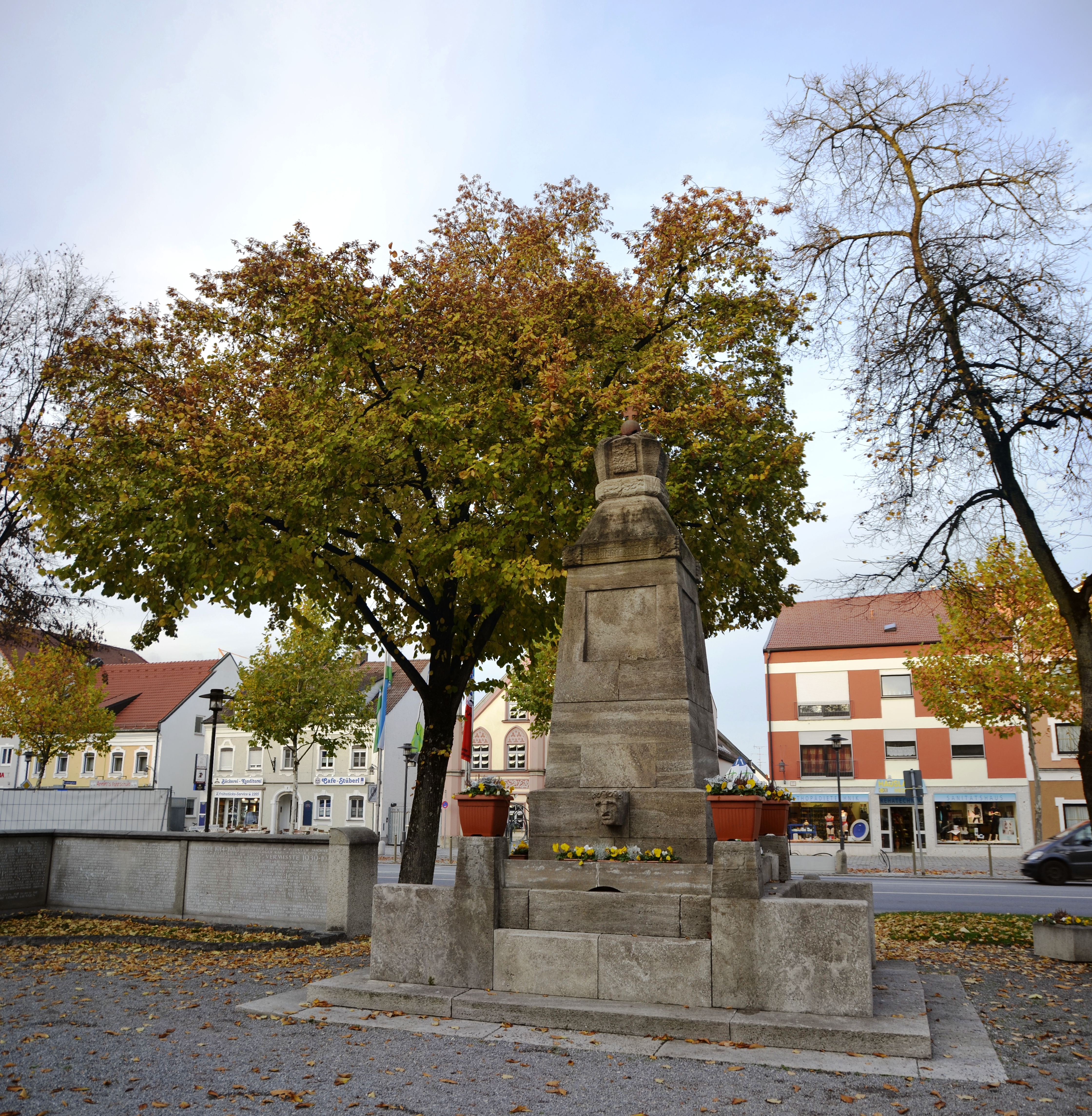
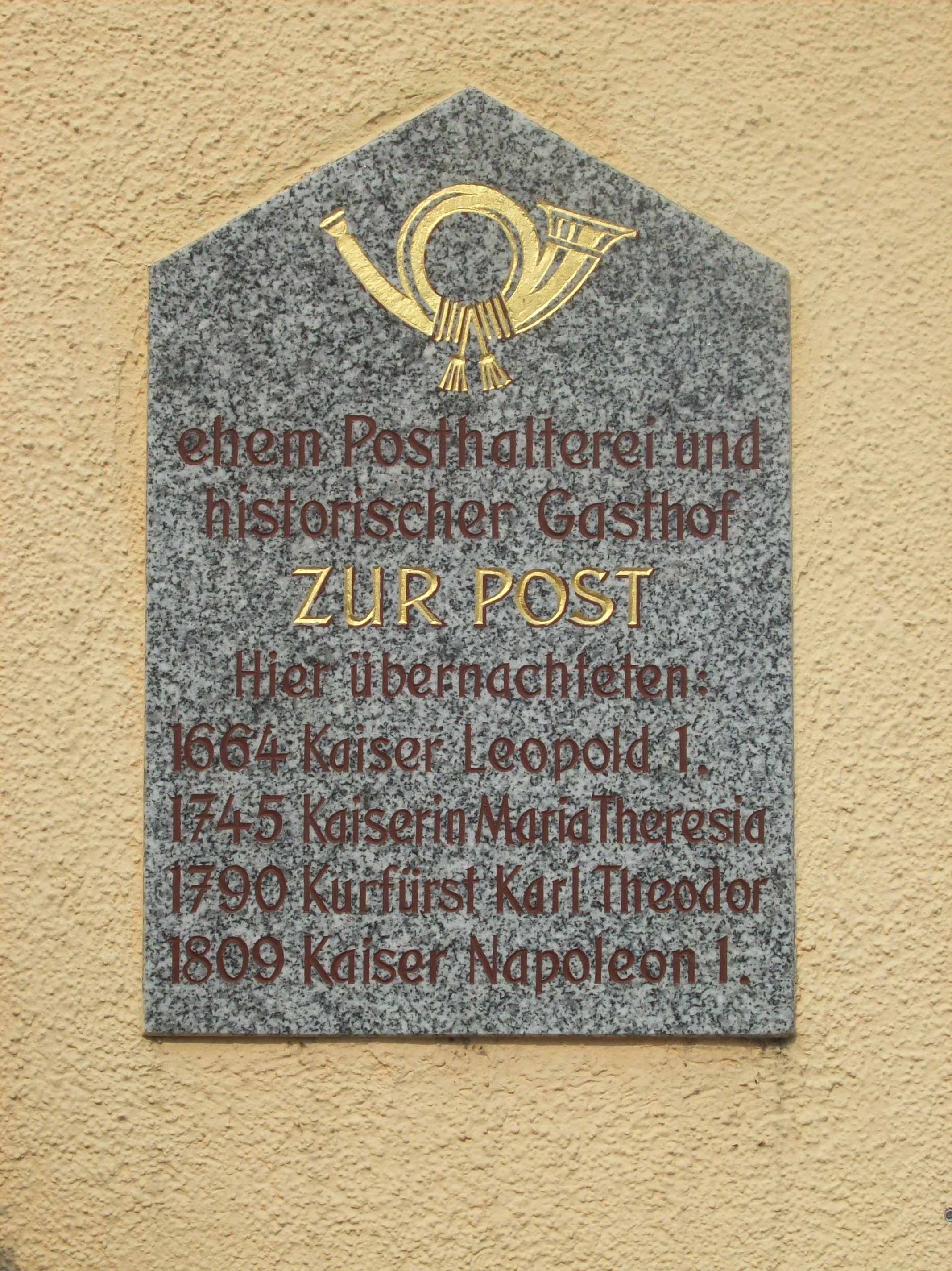
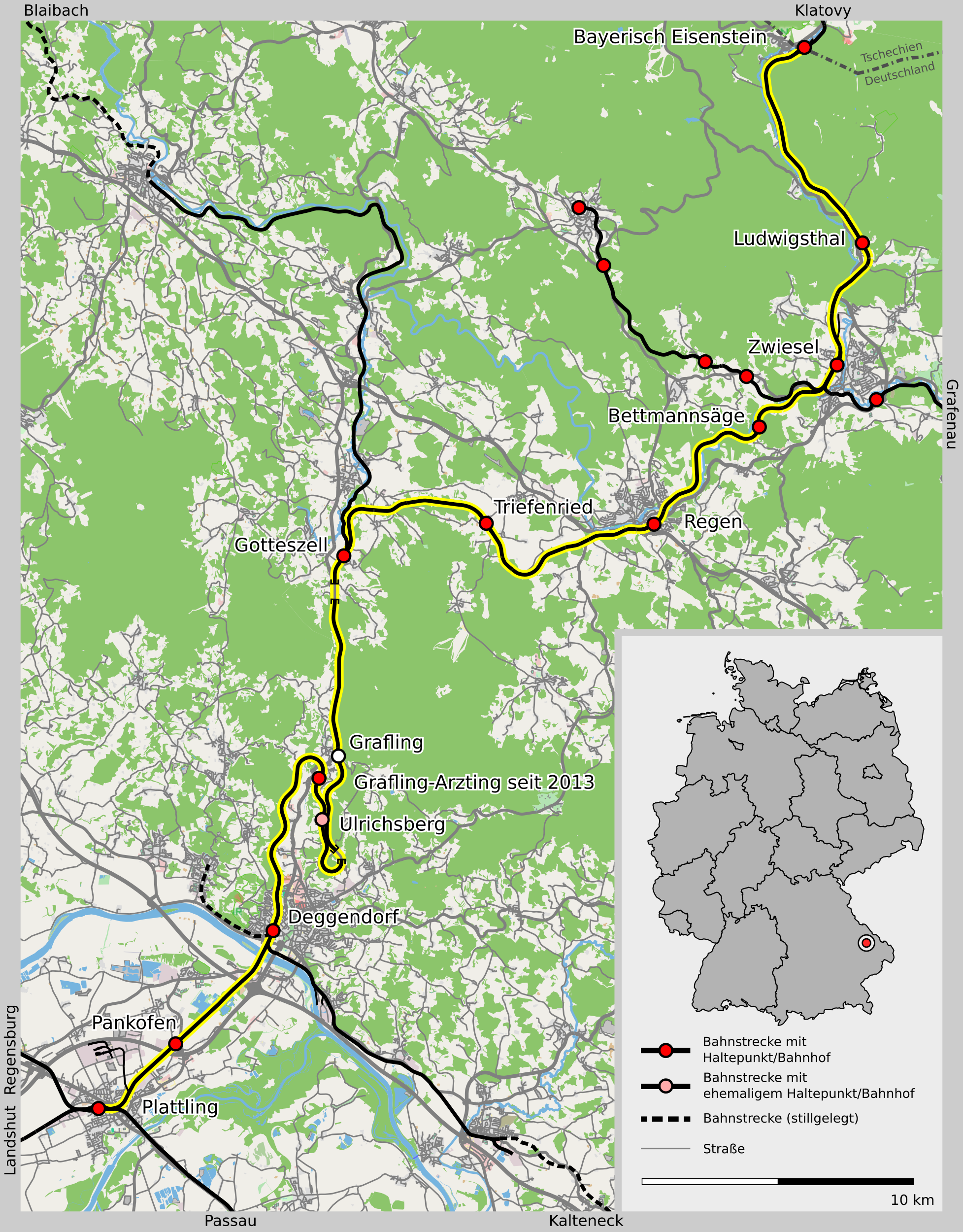
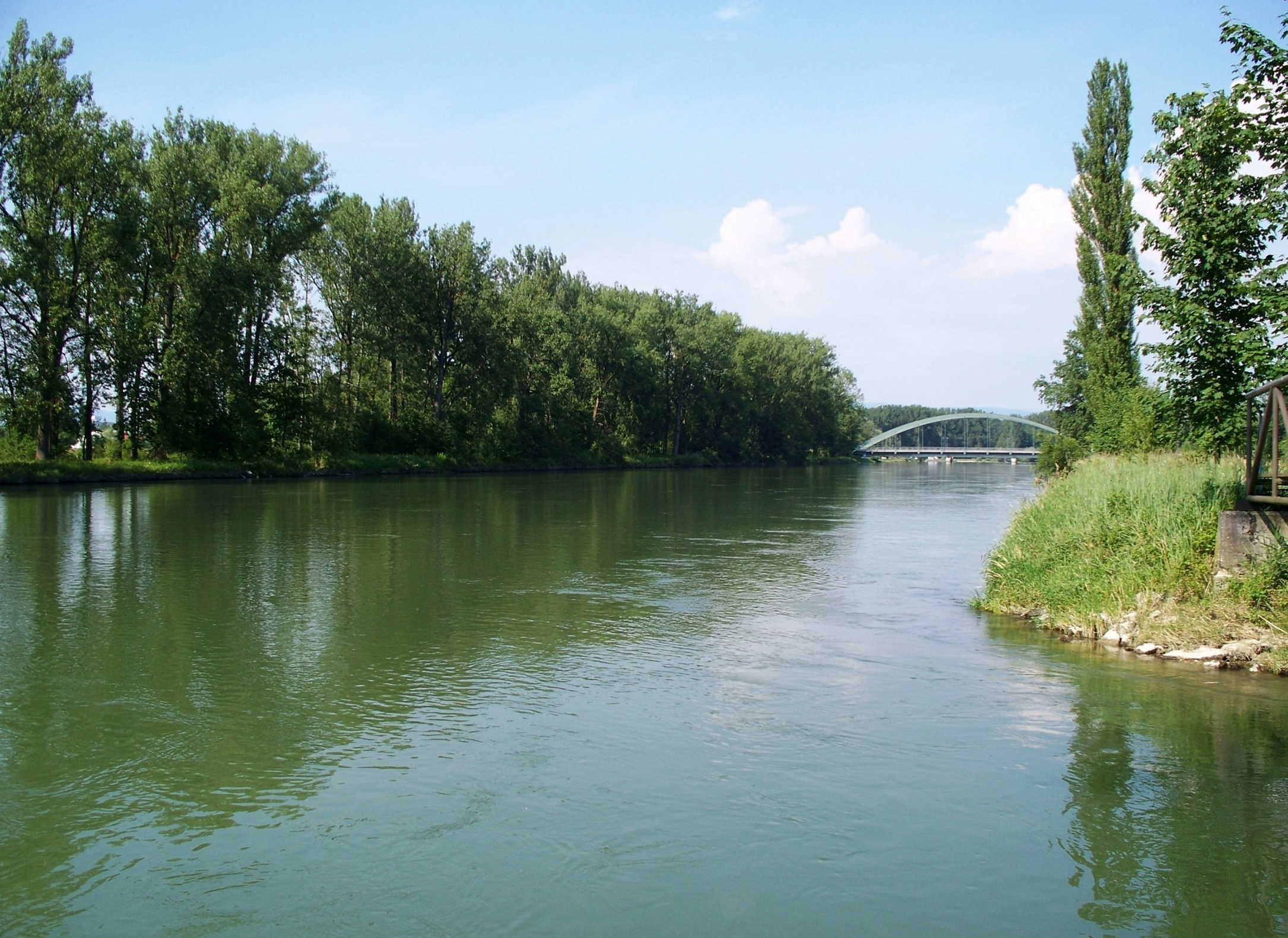